# Юрген Гро
Юрген Гро (на немски: Jürgen Groh, роден на 17 юли 1956 в Хепенхайм) е бивш германски футболист.
Започва спортната си кариера като юноша на родния си клуб Щаркенбургия Хепенхайм. На 18 години отива в Бюрщадт, с който печели титлата на Германия за аматьори през 1975 г. Започва професионалната си кариера през 1976 г. в Кайзерслаутерн. През 1980 г. преминава в Хамбург, където играе важна роля в системата на Ернст Хапел. Става два пъти шампион с клуба от Северна Германия, печели Купата на европейските шампиони срещу Ювентус през 1983 г. и губи финал за Купата на УЕФА срещу ИФК Гьотеборг през 1982 г. През 1985 г. играе 6 месеца в Турция при Трабзонспор. След това се завръща в Германия и отново облича екипа на Кайзерслаутерн. Юрген Гро завършва професионалната си кариера на Фриц-Валтер-Щадион през 1989 г. и играе само при аматьорския клуб Еденкобен. Високият 1,81 см защитник изиграва 351 срещи в Първа Бундеслига (197 за Кайзерслаутерн и 154 за Хамбург), в които отбелязва общо 7 гола.
Гро участва в 2 срещи за националния отбор на Германия, 9 за Б-отбора и 14 за олимпийската формация на своята родина. Дебютът му в първия отбор е на 26 май 1979 г. срещу Исландия. Защитникът е титуляр, а отборът му печели с 3:1. Головете отбелязват Дитер Хьонес и Валтер Келш от Щутгарт. Следващият мач на Гро с националната фланелка е чак след 4 години срещу Унгария на 7 септември 1983 г. Националният селекционер Юп Дервал остава впечатлен от представянето на футболиста на Хамбург и му праща повиквателна за националния отбор. Мачът завършва 1:1 с головете на Тибор Нялаши (42.) и Руди Фьолер (66.).
След края на състезателната си кариера Юрген Гро работи като пощальон в родния си град Хепенхайм и в Ландщул (Пфалц). За известен период е старши треньор на отбора от окръжната лига на Пфалц Кузел.